# Jalangač-Tepe
Jalangač-Tepe, auch als Geoksjur-Tepe 3  bezeichnet, ist ein Ruinenhügel in der Oase Göksüýri (russisch Гёксюр Gjoksjur) in Turkmenistan. Die dortige Siedlung datiert ins vierte Jahrtausend v. Chr. und wurde von 1957 bis 1960 zum Teil ausgegraben.
In den 1950er Jahren startete die Sowjetunion ein umfangreiches archäologisches Forschungsprogramm, in dessen Verlauf viele Fundstätten, vor allem in Zentralasien, untersucht wurden. In der Göksüýri-Oase wurden neun Fundorte identifiziert, die von 1 bis nach 9 durchnummeriert wurden, zum Teil aber auch eigene Namen erhielten. Der Ruinenhügel ist oval, etwa 4,6 m hoch und 130 × 95 m groß. Es wurden drei Besiedlungsschichten ausgegraben, wobei nur die obersten zwei Schichten großflächig untersucht wurden.
Es fand sich in der obersten Schicht eine Reihe von runden und rechteckigen Lehmbauten. Vor allem die runden Bauten sind durch Mauern miteinander verbunden und hatten vielleicht Verteidigungscharakter. Eine Rekonstruktion als Türme ist erwogen worden. Die Ausgräber interpretierten diese Rundbauten als Wohnhäuser, da sich in ihnen Herde fanden. Im Zentrum der Ausgrabungsfläche stand ein großes, rechteckiges Haus mit besonders starken Wänden. Die Wände und der Fußboden hatten einen braunen Lehmverputz. Im Haus fanden sich links vom Eingang, der im Süden lag, ein Podest und im Norden ein Sockel, den die Ausgräber als Opferstelle interpretierten. Das Haus mag als Tempel gedient haben, wobei diese Interpretation unsicher ist. Südlich dieses großen Hauses stand ein ähnlicher, jedoch nicht so gut erhaltener Bau, dessen Wände nicht so stark waren. Auch hier fand sich ein vergleichbarer Sockel.
Die darunterliegende Schicht wurde ungefähr in gleichem Umfang ausgegraben. Schon in dieser Schicht standen die beiden großen Häuser im Zentrum der Siedlung. Das größte Haus hatte einen Vorraum. Um das Haus herum fanden sich kleinere Bauten. Einer von ihnen bestand aus einer Reihe von parallel errichteten Wänden. Es kann vermutet werden, dass auf ihnen einst ein  Holzfußboden lag. An der Nordwestseite gab es eine dicke Mauer, die die Bauten von einer Gruppe von zehn kleinen Häusern trennte. Fünf von ihnen wurden als Wohnbauten gedeutet, da sich in ihnen jeweils ein Ofen befand. Die anderen Bauten dienten wohl wirtschaftlichen Zwecken.
Von der dritten Schicht ist nur ein Teil des großen Hauses in der Mitte der Siedlung ausgegraben worden, das also schon damals stand.
Die Ausgräber unterschieden drei Kulturstufen anhand der oftmals reich bemalten Keramik in der Göksüýri-Oase: die Dašlydži-Stufe, die Jalangač-Stufe und die Geoskjur-Stufe. Diese Stufeneinteilung wurde nicht in allen Teilen der Forschung übernommen. Ein Teil der Forschung bezeichnet diese Kulturstufen dagegen als Namazga I bis III. Die mittlere Jalangač-Stufe ist nach diesem Fundort benannt und entspricht der Namazga-I- und II-Stufe. Typisch sind vor allem bemalte Gefäße mit Dreiecksmustern unterhalb des Gefäßrandes. Es kommen vereinzelt sehr schematisierte menschliche Figuren vor. Typisch sind auch unterhalb des Gefäßrandes gemalte Linien.
Neben der Keramik fanden sich Werkzeuge aus Bein, Knochen und gebranntem Ton. In der obersten Schicht kamen ein Beil und ein Flachspitze aus Kupfer zum Vorschein. Daneben fanden sich zahlreiche Tonfiguren, die Tiere, aber auch Figuren nackter Frauen darstellen. An Tierknochen fanden sich Rind, Kleinvieh und Schwein, wobei das Kleinvieh deutlich in der Überzahl war.